# Гей квартал
Гей квартал (на английски понякога и като гей селище) са квартали в рамките на големите градове, където живеят гейове, лесбийки и трансджендъри. Освен че в гей кварталите живеят значително количество гейове, в тях има и много услуги, предназначени за тях, като гей барове, нощни клубове, ресторанти и дори книжарници.
Това може също така да са оазиси на приятелски към гейовете и лесбийките квартали,[ неясно? ] в иначе недоброжелателен или нетолерантен град, или в други случаи това са просто места с голям брой жители, които са гейове или с натрупване на гей бизнеси (тип барове, магазини и т.н.). Такива квартали има или в покрайнините на градовете, или в центровете, но в по-нефункционалната им част.